# Farmdale (Metro de Los Ángeles)
Farmdale (anteriormente Cienega) es una estación en la Línea E del Metro de Los Ángeles. La estación se encuentra localizada en 4420 Exposition Boulevard en Baldwin Village, Los Ángeles. La estación Farmdale fue inaugurada el 17 de octubre de 1875 por Pacific Electric y reconstruida e reinaugurada por Metro el 20 de junio de 2012. La Autoridad de Transporte Metropolitano del Condado de Los Ángeles es la encargada por el mantenimiento y administración de la estación. 

## Descripción y servicios
La estación Farmdale cuenta con 2 plataformas laterales y 2 vías.  

## Conexiones
La estación es abastecida por las siguientes conexiones: 
- Metro Local: 38